# Friedrich Seipelt
Friedrich Seipelt (Vienna, 2 aprile 1915 – Vienna, 7 maggio 1981) è stato un arbitro di calcio austriaco.

## Biografia
È famoso per aver arbitrato alcune partite del mondiale svedese del 1958: in particolare, gli furono assegnate le gare Irlanda del Nord-Cecoslovacchia ed il quarto di finale Brasile-Galles.
Appeso nel 1966 il fischietto al chiodo, Seipelt venne subito arruolato come istruttore dei direttori di gara sotto l'egida della FIFA che gli conferì inoltre il prestigioso FIFA Special Award.
Nel 1972 divenne presidente della Commissione arbitrale della UEFA, carica che ha mantenuto fino al 1981, quando muore improvvisamente a causa di un attacco cardiaco mentre attendeva un volo all'aeroporto di Vienna.